# Jan Chůdek
Jan Chůdek (též Chodek či Chudek, 2. polovina 14. století? – listopad 1419 nebo 9. ledna 1420 Kutná Hora) byl český kališnický kněz, vikář a duchovní správce farnosti v Kouřimi. Stal se obětí rozbrojů na počátku husitských válek v českých zemích poté, co byl s dalšími kněžími a spoluvěrci odvlečen katolickým vojskem z Kouřimi do Kutné Hory, kde byl s ostatními popraven svržením do zdejších šachet stříbrných dolů. Stal se tak jedním z prvních a společensky nejvýše postavených kněží zahynulých v Čechách kvůli vykonávání příjmání podobojí. 

## Život

### Vikář v Kouřimi
Dosáhl teologického vzdělání, patrně na Univerzitě Karlově. Roku 1416 byl králem Václavem IV. jmenován kouřimským vikářem při kostelu svatého Štěpána poté, co jeho předchůdce Štěpán z Pálče jakožto nepřítel nedávno upáleného Mistra Jana Husa opustil zemi. Poté, co 10. března 1417 vydala pražská univerzita deklaraci, kterou podávání „pod obojí způsobou“ schválila, začal takto praktikovat bohoslužby také v Kouřimi.

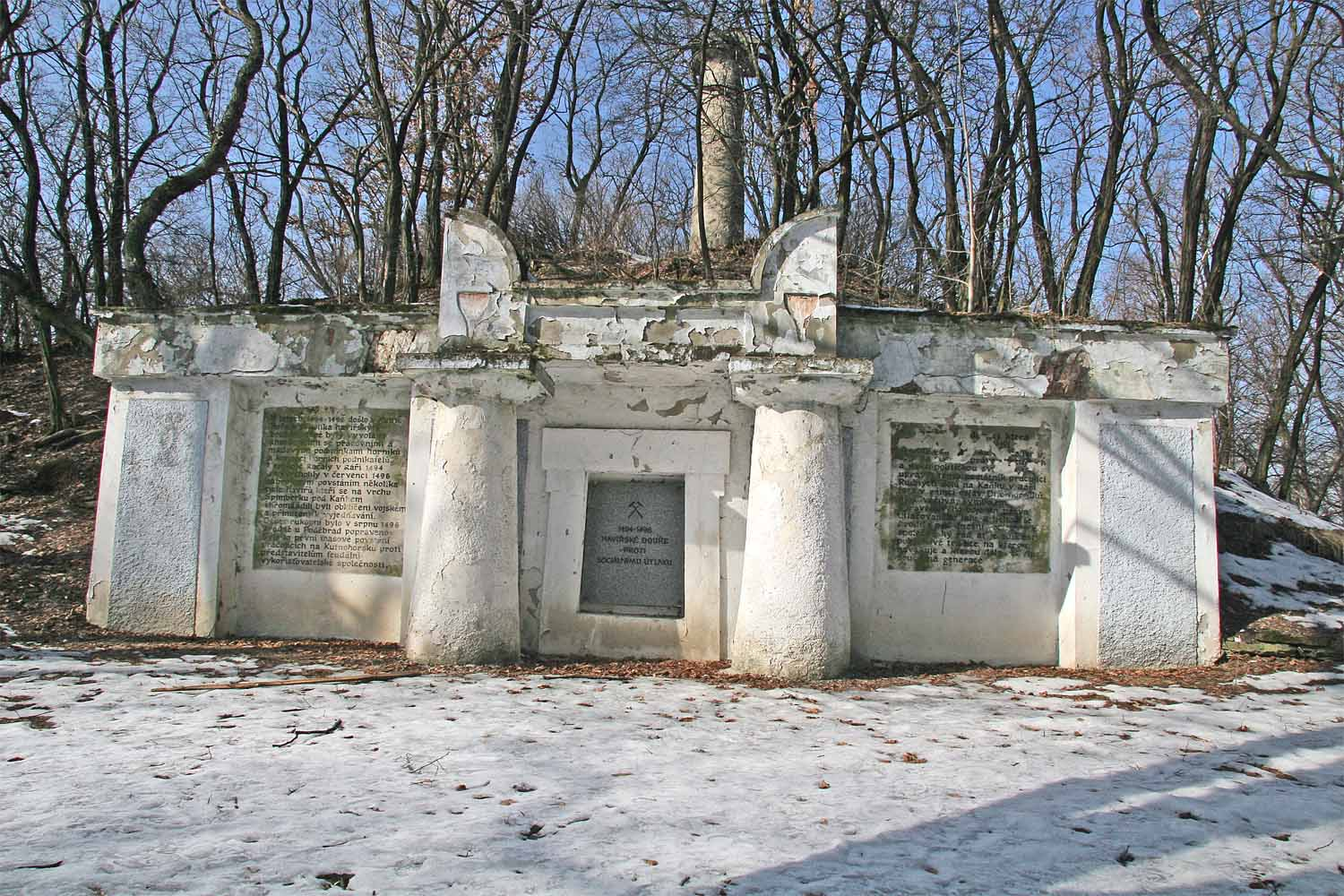
Památník popravených husitů a hornických bouří roku 1496 na vrchu Kaňk z roku 1814

### Zajetí a poprava
Koncem roku 1419 byla Kouřim dobyta a vypleněna katolickým vojskem vedeným Petrem z Konopiště a Divůčkem z Lukova, opírajícím se o vliv, především německých a uherských, měšťanů z Kutné Hory. Chůdek byl spolu se svými třemi kněžími, Martinem, Jakubem a Linhartem, a dalšími lidmi z Kouřimi husitského vyznání zajati a odvlečeni do Kutné Hory. Zde byl i s dalšími Kouřimany a husity ze širokého okolí popraven stětím a svržením do hlubokých šachet, k čemuž došlo koncem roku 1419 nebo počátkem ledna 1420. V letech 1419 až 1421 tak mělo být popraveno až 1600 lidí.
O událostech popravy kališníků z Kouřimi informuje několik středověkých pramenů, mj. Staré letopisy české či soudobá Husitská kronika Vavřince z Březové.

### Po smrti
Jeho jméno bylo následně připomínáno vedle dalších, známějších husitských mučedníků, jakými byli Jan Hus či Jeroným Pražský. V odvetě za kruté nakládání s kouřimskými kališnickými kněžími byl pak při dobytí Kouřimi husity roku 1421 vyrabováno zdejší cisterciácké opatství a na místě upáleno několik mnichů.
Začátkem 90. let 15. století byly šachty, kam byli husité shazováni, znovu odkryty a byly zde nalezeny lidské kosterní pozůstatky. Ty byly lidově přisuzovány právě Janu Chůdkovi. Na symbolickém místě šachet na vrchu Kaňk nedaleko města se pak v červenci 1496 shromáždilo několik tisíc vzbouřených kutnohorských havířů, posléze potlačeného a vedoucího k popravě 13 jeho vůdců. Jiné zdroje však tvrdí, že takto popravovaní byli vhazováni do šachet poblíž kutnohorského kostela sv. Martina.
Na vrchu Kaňk byl roku 1814 vztyčen památník zbudovaný hrabětem Janem Rudolfem Chotkem, připomínající kališníky popravené kutnohorskými katolíky během husitských válek a zároveň i události a oběti z roku 1496.